# Vibeke Skofterud
Vibeke Skofterud (n. 20 aprilie 1980, Comuna Askim, Østfold, Norvegia – d. 29 iulie 2018, Hove⁠(d), Aust-Agder, Norvegia) a fost o schioară de fond ce a reprezentat Norvegia, medaliată olimpică. A participat la 2 ediții ale Jocurilor Olimpice (2002, 2010) în care a câștigat o medalie de aur.